# Rivotorto
Rivotorto ist eine Fraktion der italienische Gemeinde Assisi und liegt am Fuße des Monte Subasio in einer Höhe von 211 Metern. Der Ort ist nur 3 km von der Stadt Assisi entfernt und zählt mit 1284 Einwohnern zu den am dichtesten besiedelten Ortschaften der Region. In der lokalen Tradition und in den nahe gelegenen Gemeinden ist der Ort auch unter dem Namen Rigobello bekannt.

## Geschichte

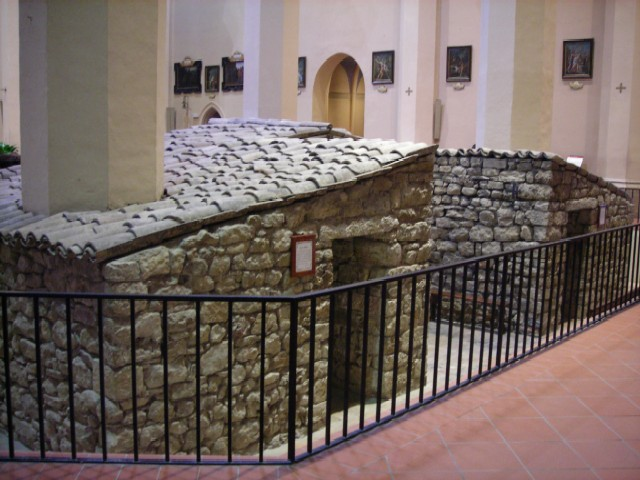
Tugurio Rivotorto

Der Name des Ortes leitet sich von Rivo, ein im lokalen umbrischen Dialekt benannten Ort für einen Bach, der in der Nähe des gleichnamigen Heiligtums durch den Ort fließt.
Zu Beginn des 13. Jahrhunderts ereigneten sich in Rivotorto mehrere Episoden aus dem Leben des heiligen Franziskus. Sein Vater, Pietro di Bernardone, besaß mehrere Ländereien in der Gegend, und als er beschloss, das wohlhabende Leben aufzugeben, lebte er längere Zeit in einer Hütte, einem niedrigen, mit Zweigen bedeckten Steingebäude, (italienisch Tugurio; deutsch armselige Unterkunft), dessen angebliche Überreste heute in der großen Kirche von Rivotorto aufbewahrt werden.
Als die Postverbindung zwischen Florenz und Rom im 19. Jahrhundert eröffnet wurde, beherbergte das Dorf eine Raststätte, die Osteriola genannt wurde: um sie herum und an der Staatsstraße 75 entwickelte sich der heutige Ortskern.

## Wirtschaft und Veranstaltungen
In der Vergangenheit stand die Landwirtschaft im Mittelpunkt kommerzieller Aktivitäten, insbesondere im Zusammenhang mit dem Gartenbau und der Baumschulgärtnerei. Auf industrieller Ebene gibt es eine Reihe von Unternehmen, die in den Sektoren Holz, Zement und Strickwaren tätig sind.
Im August findet hier die Veranstaltung Rassegna degli antichi sapori (deutsch: Festival der antiken Aromen) statt.

## Denkmäler und Sehenswürdigkeiten
- Heiligtum der Heiligen Maria von Rivotorto (ital. Santuario di Santa Maria in Rivotorto) aus dem 15. Jahrhundert, im 17. und im 19. Jahrhundert, nach dem Erdbeben von 1854, bei dem es fast vollständig zerstört wurde, im neugotischen Stil erweitert. Die große Kirche ist im Inneren des Sacro Tugurio erhalten, der einer der ersten “Wohnorte” des Heiligen Franziskus gewesen sein soll. Im Inneren befinden sich auch Gemälde des Malers Cesare Sermei (1581–1668) aus Orvieto aus dem 17. Jahrhundert. Neben der Kirche steht ein Kloster mit einem großen Kreuzgang.[3]

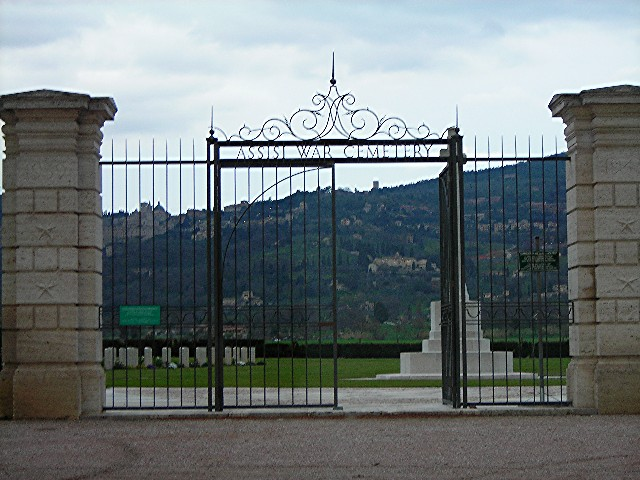
Kriegsfriedhof des Zweiten Weltkriegs von Assisi in Rivotorto

- Soldatenfriedhof des Vereinigten Königreichs und des Commonwealth (Kriegsfriedhof von Assisi), der größte britische Soldatenfriedhof in Umbrien, der am Ende des Zweiten Weltkriegs angelegt wurde[2]
- Kirche der Heiligen Dreifaltigkeit (11. Jh.) auf einem römischen Gebäude mit freskierter Apsis.
- Oratorium St. Johannes der Täufer (San Giovannuccio) mit drei Fresken von einem unbekannten Autor.
- Ehemalige Kirche San Pietro della Spina (11. Jh.), die später in ein Bauernhaus eingegliedert und bis zum Anfang des Jahres 900 genutzt wurde und heute von der Familie Rivotorto als Lager für landwirtschaftliche Geräte genutzt wird.
- Kirche Santa Maria Maddalena, romanisch aus dem 12. Jahrhundert, an der Grenze zu Rivotorto, an der Straße nach Santa Maria degli Angeli, ehemalige Lepra-Kolonie von San Lazzaro dell’Arce, die auch vom Heiligen Franziskus besucht wurde, von der heute nur noch die Kapelle mit der Steinfassade und dem Glockenturm erhalten ist. Apsis mit einem Fresko aus dem 17. Jahrhundert.
- Kirche San Rufino in Arce, nicht weit von Maddalena in Richtung Castelnuovo, in einem Bauernhaus integriert, mit Fresken aus dem 15. bis 16. Jahrhundert, die bei der Restaurierung in den 1990er Jahren entdeckt wurden.

## Sport
Sportverbände
- Rivoc5 (Futsal) spielt in der regionalen Meisterschaftsserie C2 Gruppe A
- A. S. D. Rivo (Fußball) spielt in der regionalen Meisterschaft der zweiten Kategorie Gruppe B 2019/2020
- S. S. D. Assisi Subasio (Fußball), nahm an der Exzellenzmeisterschaft der Saison 2019/2020 teil; der Höhepunkt in seiner Geschichte war die Meisterschaft der umbrischen Spitzenklasse Mitte der 1990er Jahre.
- Frauen-Volleyball Rivotorto
- U. C. Rivotortese